# Versione del regista
Una versione del regista o montaggio del regista (in inglese director's cut) è una versione di un'opera cinematografica (ma non solo) mostrata così com'è stata pensata e realizzata dal regista, rispetto a quella (montaggio e durata) distribuita dalla casa di produzione cinematografica.
Riferita a un film, la director's cut è quella uscita in un secondo momento (spesso solo per il mercato dell'home video) con scene e/o montaggio voluto dall'autore, che per un motivo o per l'altro avevano subito modifiche nella prima versione.
Si tratta spesso di scene eliminate per mancanza di spazio oppure per censura. In casi come questo si parla anche di "versione estesa" o "edizione integrale". Per alcuni film però vale anche il contrario, cioè la director's cut contiene scene in meno rispetto alla versione originale: ad esempio Blade Runner di Ridley Scott, a cui inizialmente fu imposto un lieto fine, eliminato nella versione rimontata dal regista. La definizione si può assegnare a vari tipi di opere: film, videogiochi e, sia pure raramente, anche a libri.

## Esempi
- Aliens: Special Edition (1992)
- Blade Runner: Director's Cut (1992)
- The Abyss: Special Edition (1996)
- Apocalypse Now Redux (2001)
- Amadeus: Director's cut (2002)
- Alien: Director's Cut  (2003)
- Donnie Darko: The Director's Cut (2004)
- Legend: Director's Cut (2004)
- Daredevil: Director's Cut (2004)
- THX 1138: Director's Cut (2004)
- Kingdom of Heaven: Extended Director's Cut (2005)
- Superman II: The Richard Donner Cut (2006)
- Blade Runner: The Final Cut (2007)
- Watchmen: Ultimate Cut (2009)
- Metropolis: The Complete Metropolis (2010)
- I Cancelli del Cielo: Director's Cut (2012)
- C'era una volta in America: Extended Director's Cut (2012)
- Alexander: Ultimate Cut (2013)
- The Counselor - Il procuratore: Director's cut (2013)
- X-Men - Giorni di un futuro passato: The Rogue Cut (2015)
- Batman v Superman: Dawn of Justice - Ultimate Edition (2016)
- Apocalypse Now Final Cut (2019)
- Zack Snyder's Justice League (2021)
- Napoleone: The Director's Cut (2024)